# Maďarský komunistický svaz mládeže
Maďarský komunistický svaz mládeže, maďarsky Magyar Kommunista Ifjúsági Szövetség, zkráceně KISZ, byla politicko-společenská organizace pod vedením MSZMP v Maďarské lidové republice. Svaz existoval v letech 1957–1989.

## Historie
Svaz byl založen 21. března 1957. Jeho předchůdcem byl DISZ – Dolgozó Ifjúság Szövetsége neboli Svaz pracující mládeže, který byl založen v roce 1950, v rámci centralizace MDP dle sovětského vzoru. Jeho cílem bylo sjednotit mládež ve věku 14–26 let.
KISZ pracoval pod vedením vládnoucí strany MSZMP a vychovával mládež v komunistickém duchu. Svaz byl členem Světové federace demokratické mládeže a Mezinárodního svazu studentstva.

### První tajemníci
V čele svazu vždy stál První tajemník ústředního výboru Komunistického svazu mládeže.
- Zoltán Komócsin (1957–1961)
- Árpád Pullai (1961–1963)
- Lajos Méhes (1964–1970)
- István Horváth (1970–1973)
- László Maróthy (1973–1980)
- György Fejti (1980–1984)
- Csaba Hámori (1984–1988)
- Imre Nagy (1988–1989) – (zde se nejedná o politika Imre Nagye z Maďarského povstání).

### Členové
Svaz měl 913 000 členů, kteří pracovali ve 34 000 základních organizacích.
Z celkového počtů mládeže v MLR bylo členy KISZ:
| Mládež               | Procento členů |
| -------------------- | -------------- |
| Pracující mládež     | 26,6%          |
| Středoškolská mládež | 71,8%          |
| Vysokoškolská mládež | 65,8%          |

### Tisk
KISZ měl vlastní vydavatelství, 11 časopisů a cestovní kancelář. Oficiálním tiskovým orgánem byl týdeník Magyar Ifjúság, který vycházel v nákladu 230 000 výtisků.